# Biblioteca de Gladstone
La Biblioteca de Gladstone (en inglés: Gladstone's Library; antes conocida como Biblioteca de St Deiniol, en galés: Llyfrgell Deiniol Sant) es una biblioteca residencial en Hawarden, Flintshire, Gales en el Reino Unido.
La biblioteca fue fundada por el estadista y político victoriano William Ewart Gladstone (1809 - 1898). En 1895, a la edad de 85 años, Gladstone donó £ 40,000 (equivalentes a £ 3,42 millones en la actualidad), y gran parte de su propia biblioteca. A pesar de su avanzada edad, llevó la mayoría de sus 32.000 libros por un cuarto de milla a su nuevo hogar con su carretilla.
Es la biblioteca residencial más grande de Gran Bretaña y es considerada una biblioteca de investigación importante en Gales, con más de 250.000 elementos, en su mayoría en los temas de las artes y humanidades.